# وولپارا
وولپارا (به ایتالیایی: Volpara) یک کومونه در ایتالیا است که در استان پاویا واقع شده‌است.

## خصوصیات
وولپارا ۳٫۹ کیلومترمربع مساحت و ۱۲۸ نفر جمعیت دارد.